# Morio Kita

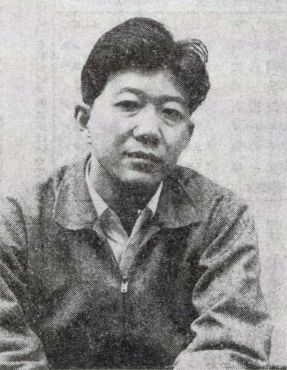
Morio Kita, 1960

Morio Kita (japanisch 北 杜夫, Kita Morio; * 1. Mai 1927 in Aoyama, Akasaka, Tokio (heute: Minato, Tokio); † 24. Oktober 2011 in Tokio) war der Künstlername von Sōkichi Saitō (斎藤 宗吉, Saitō Sōkichi), einem japanischen Schriftsteller und Psychiater. Er war der zweite Sohn des Arztes und Tanka-Dichters Saitō Mokichi und seiner Frau Teruko.

## Leben
Morio Kita besuchte die Matsumoto-Oberschule (auf der er zur selben Zeit war wie der Schriftsteller Kunio Tsuji und die auch von den Schriftstellern Yoshimi Usui und Junzo Karaki besucht wurde), die er in Doctor Mambō Seisunki auch als Schauplatz verwendete. Danach absolvierte er die Fakultät für Medizin an der Universität Tōhoku und praktizierte anschließend im Keiō-Universitätsspital. Einer seiner Mitstudenten war der spätere Schriftsteller, Psychiater und Literaturkritiker Nada Inanda. Diesen begeisterte er für die Schriftstellerei und die französische Sprache.
Seinen ersten Roman, Yūrei (Geister), schrieb Morio Kita im Alter von 23 Jahren. Yūrei wurde in Teilen von 1952 bis 1953 in der Literaturzeitschrift Bungei Shuto veröffentlicht. Im darauffolgenden Jahr brachte Kita dann auf eigene Kosten eine zusammenfassende Ausgabe heraus von der nur 750 Stück gedruckt wurden. Yūrei wurde 1991 in einer Übersetzung von Donald Keene veröffentlicht. Es ist der erste Teil einer Tetralogie, in der es u. a. um die Frage geht nach dem Ursprung und den Bedingungen des eigenen Daseins geht.
1960 wurde Kita für In Nacht und Nebel (Yoru to Kiri no Sumi de) mit dem renommiertesten japanischen Literaturpreis, dem Akutagawa-Preis, geehrt. Der Preis ist nach dem Dichter und Schriftsteller Ryūnosuke Akutagawa benannt, der mit Hilfe von Kitas Vater Saitō 1927 Selbstmord durch eine Überdosis Barbital beging.
1961 heiratete Morio Kita. 1962 wurde seine Tochter Yuka Saitō geboren. Im selben Jahr schrieb er das Märchen Funanori Kupukupu no Bōken ("Die Abenteuer von Kupukupu dem Seemann"). Obwohl die Geschichte in erster Linie für junge Leser gedacht war, war das Buch in den 1960ern sehr beliebt unter Universitätsstudenten.
Sein 1963 erschienenes Werk Das Haus Nire (Nire-ke no Hitobito) nimmt im Kanon der japanischen Nachkriegsliteratur einen besonderen Platz ein. Es handelt vom Aufstieg und Fall der Familie Nire und der von ihr geführten Nervenklinik. Der Roman Buddenbrooks - Verfall einer Familie hat die Entstehung von Nire-ke no Hitobito stark beeinflusst. Bereits 1935 schrieb Kōichi Satō eine Dissertation über Thomas Mann. In dieser ersten Rezeptionsphase wird Thomas Mann vornehmlich von Fachgermanisten beachtet. 1949 zerschlagen sich Thomas Manns Pläne Japan zu besuchen. Im selben Jahr erscheint die erste Monographie über Thomas Mann in Japan. Dies ist auch der Zeitpunkt, zu dem Kita Morio sich entschließt, die eigene Familiengeschichte nach dem Vorbild der Buddenbrooks als Roman zu verarbeiten. Morio analysiert dazu teilweise gemeinsam mit Tsuji Kunio die Struktur und den Aufbau der Buddenbrooks. Dabei sind nicht nur die Handlungsführung und der Inhalt der beiden Romane kongruent, Kita hat zudem viele autobiografische Fakten verarbeitet. Während in den Buddenbrooks vier Generationen porträtiert werden, sind es in Kitas Roman jedoch nur drei. Biografische Parallelen zur realen Familie Saito/Kita können über Mokichi Saitos Das Wanzentagebuch erschlossen werden. In dem Essayband sind viele Erinnerungen von Morio Kitas Vater festgehalten.
1959 reiste Kita als Schiffsarzt nach Deutschland. Die Reiseerlebnisse selbst wird er in den Erzählungen Doctor Mambō Kōkaiki (Doctor Mambo at Sea) veröffentlichen. Während seiner Reise besuchte Kita auch Lübeck, die Geburtsstadt Thomas Manns. Der ursprüngliche Titel seines Romans lautete Kamioke no hitobito; er wurde 1962 in der Literaturzeitschrift Shinchō vorabgedruckt. Der Schriftsteller und politische Aktivist Yukio Mishima bezeichnete Das Haus Nire als Meisterwerk.
Zusammen mit Osamu Tezuka arbeitete er auch am Drehbuch der Anime-Serie Sindbad (1975), die auch in Deutschland ausgestrahlt wurde
1983 erfolgte eine Anime-Verfilmung namens Doctor Mambō vs. Kaitō Jibako: Uchū yori Ai o Komete (どくとるマンボウVS怪盗ジバコ・宇宙より愛をこめて) basierend auf der Doctor-Mambō-Reihe.
1998 beendete er eine von Kritikern weitgehend gelobte vierbändige Biografie seines berühmten Vaters. Er wurde dafür mit dem Osaragi-Jirō-Preis ausgezeichnet.
2006 starb sein älterer Bruder, der Psychiater und Essayist Shigeta Saitō, an Herzversagen.

## Auszeichnungen
- 1960 Akutagawa-Preis (Yoru to Kiri no Sumi de)[3]
- 1964 Mainichi-Kulturpreis (Nireke no Hitobito)[3]
- 1986 Nihon Bugaku Taishō (Kagayakeru Aoki Sora no Shita de)[3]
- 1998 Osaragi-Jirō-Preis (Seinen Mokichi, Sōnen Mokichi, Hōkō Mokichi, Mochiki Bannen)

## Werke

### Romane
- Yūrei. (幽霊; 1954)
- Dokutoru Mambō Kōkaiki (Sen’i toshite no Keiken o humorous ni Egaita Zuihitsu). (どくとるマンボウ航海記（船医としての経験をユーモラスに描いた随筆; 1960)
- Yoru to Kiri no Sumi de. (夜と霧の隅で, dt. „In einem Winkel bei Nacht und Nebel“, 1960; In Nacht und Nebel. cass verlag, Löhne 2013, ISBN 978-3-9809022-9-8.; Roman über eine Nervenheilanstalt in Nazideutschland und den Kampf der Ärzte um die Rettung der Patienten,[1] auf dem Hintergrund des Nacht-und-Nebel-Erlasses)
- Nire-ke no Hitobito. (楡家の人々; 1963; dt. „die Menschen der Familie Nire/des Hauses Nire“); Das Haus Nire – Verfall einer Familie. be.bra verlag, Berlin 2009, ISBN 978-3-86124-909-2.
- Shiroki Taoyaka na Mine. (白きたおやかな峰, dt. „Anmutiger weißer Gipfel“, 1966)
- Dokutoru Mambō konchuki. (北杜夫, どくとるマンボウ昆虫記, dt. „Doktor Mambos Insekten Tagebuch“, 1966)
- Sabishii Ō-sama. (さびしい王様, dt. „Der einsame König“, 1969)
- Sabishii Kojiki. (さびしい乞食, dt. „Der einsame Bettler“, 1974)
- Kodama („Das Echo“, 1975)
- Sabishii Himegimi. (さびしい姫君, dt. „Die einsame Prinzessin“, 1977)
- Yasashii Nyūbō wa Satsujinki. (優しい女房は殺人鬼, dt. „Die sanfte Gattin ist eine teuflische Mörderin“, 1986)
- Dai-Nippon Teikoku Superman. (大日本帝国スーパーマン, dt. „Superman des Kaiserreichs Groß-Japan“, 1987)
- Kagayakeru Aoki Sora no Shitade. (輝ける碧き空の下で, dt. „Unter gleißend blauem Himmel“, 1988)

### Kurzgeschichten
- The Empty Field.[16] (Der japanische Titel dieser 1973 erschienenen Short Fiction Erzählung ist derzeit nicht bekannt)
- Ha-ari no iru oka. (dt. „Geflügelte Ameisen am Hang“, 1956); Das große Japan Lesebuch. Goldmann Verlag, München 1990, ISBN 3-442-09886-6.

### Märchen
- Funanori Kupukupu no Bōken. (Die Abenteuer von Kupukupu dem Seemann, 1962)
- The Bag of Fire and Other Plays. (Titel der 1964 erschienenen englischen Ausgabe; Der Titel der japanischen Ausgabe ist derzeit nicht bekannt)

### Mokichi Saitō Biografie
- Seinen Mokichi. (青年茂吉, dt. „Mokichis Jugend“, 1991)
- Sōnen Mokichi. (壮年茂吉, dt. „Mokichi in der Blüte seines Lebens“, 1993)
- Hōkō Mokichi. (茂吉彷徨, dt. „Mokichi, umherwandernd“, 1996)
- Mochiki Bannen. (茂吉晩年, dt. „Mokichis späten Jahre“, 1998)

### Übersetzungen
- Donald Keene: Ghosts. (Yūrei), Kodansha Amerika, New York 1991, ISBN 4-7700-1743-X.
- Ralph F. McCarthy: Doctor Mambo at Sea. Kodansha 1987, ISBN 4-06-186029-1.

### Drehbücher
1962: Arabian naito: Shindobaddo no bōken